# Saison 2011 des Dragons catalans
En 2011, les Dragons catalans, unique franchise française de rugby à XIII en Super League, disputent leur sixième saison dans cette ligue. À l'occasion de cette saison, l'entraîneur australien Trent Robinson succède à Kevin Walters.

## Contexte de la saison

### Pré-saison

#### Changements dans l'effectif et le staff

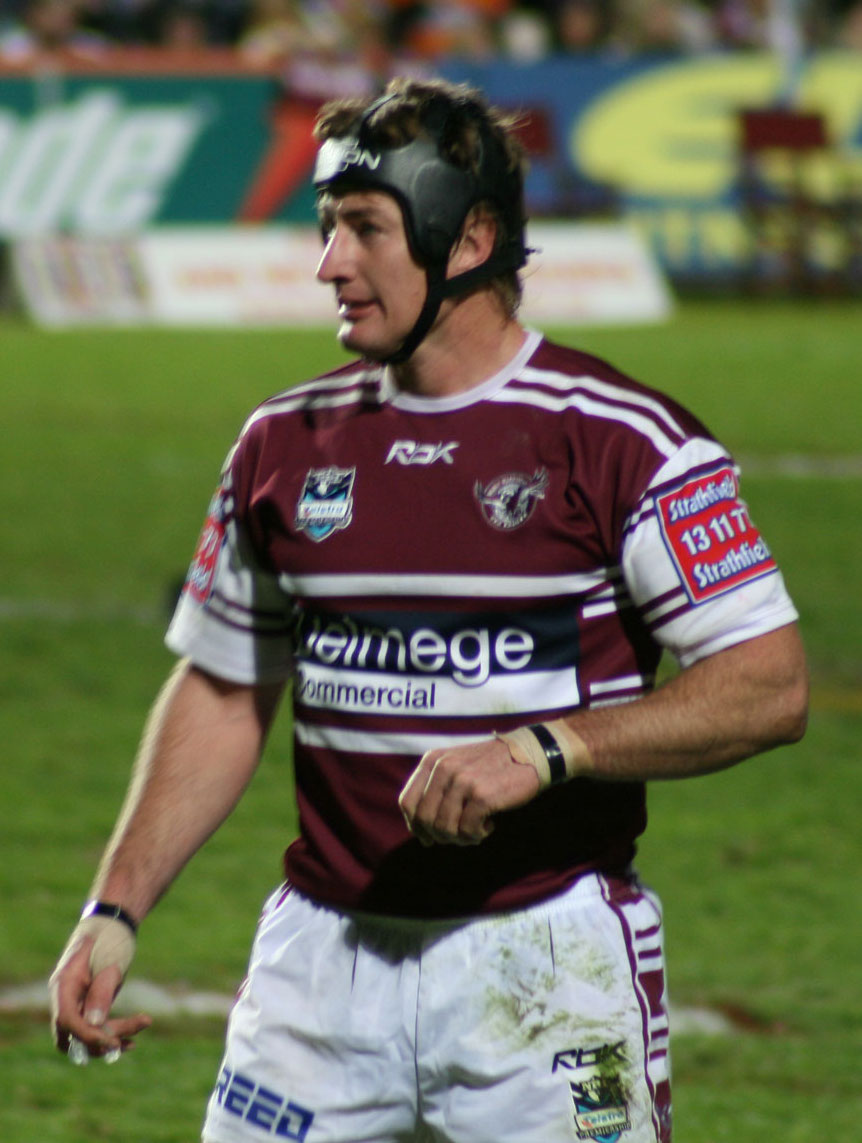
Arrivée de Steve Menzies aux Dragons.

Après une saison 2010 très difficile sur le plan sportif où la franchise a terminé à la dernière place après avoir échoué à 90 minutes d'une finale lors de la saison 2009, le club a procédé à de nombreux changements. Tout d'abord, la non-prolongation de l'entraîneur Kevin Walters remplacé par le francophile Trent Robinson qui a déjà joué et entraîné en France (Toulouse Olympique XIII) secondé par le jeune retraité et ancien joueur des Dragons Jérôme Guisset. Au sein de l'effectif, également de nombreux changements ont eu lieu avec le départ à la retraite de Guisset, le départ d'Olivier Elima aux Bradford Bulls et le renouvellement de la colonie étrangère. Dallas Johnson, Dane Carlaw, Chris Walker et Brent Sherwin quittent Perpignan, remplacés par Damien Blanch (remplaçant Dimitri Pelo qui a changé de code pour le rugby à XV), Ian Henderson, Jason Baitieri (né en France, il a déjà revêtu le maillot français), Ben Farrar, Scott Dureau et Lopini Paea, à leurs côtés les Dragons ont enregistré l'arrivée de Steve Menzies (37 ans, un des meilleurs marqueurs d'essais de l'histoire de la National Rugby League). Le club espère également être épargné par les blessures, une des véritables causes de la saison ratée en 2010 avec les absences de Thomas Bosc ou Clint Greenshields, et compte sur l'espoir Tony Gigot.

#### Matchs de préparation
Les Dragons jouent deux matchs de préparation avant le début du championnat. Tout d'abord ils reçoivent les Crusaders. À l'occasion de ce match, les Dragons arborent d'un tee-shirt de soutien avec l'inscription « Libérez les otages, 389 jours de captivité », en hommage aux deux journalistes français, Hervé Ghesquière et Stéphane Taponier, retenus en Afghanistan. Les Crusaders prennent le dessus et l'emportent 34-22. Malgré de bonnes intentions de jeu, les Dragons ont une défense perfectible qui a encaissé six essais et devront rectifier le coche avant le début du championnat. L'entraîneur adjoint Jérôme Guisset analyse le match de la façon suivante : « l'équipe a manqué de repères défensifs, les joueurs n'ont pas beaucoup joué ensemble, nous avons fait de nombreux changements pendant le match. Mais c'est vrai qu'il y a eu des erreurs de défense sur l'homme et dans la communication ».
Ensuite, les Dragons affrontent le Toulouse Olympique XIII (pensionnaire de la Championship, antichambre de la Super League) au stade des Minimes à Toulouse. Ils battent Toulouse 24-0 et se rassurent avec ce résultat où Greenshields s'est mis en évidence avec deux essais, cependant un déficit sur les buteurs est constaté après la contre-performance de Scott Dureau dans cet exercice.

### Récit de la saison

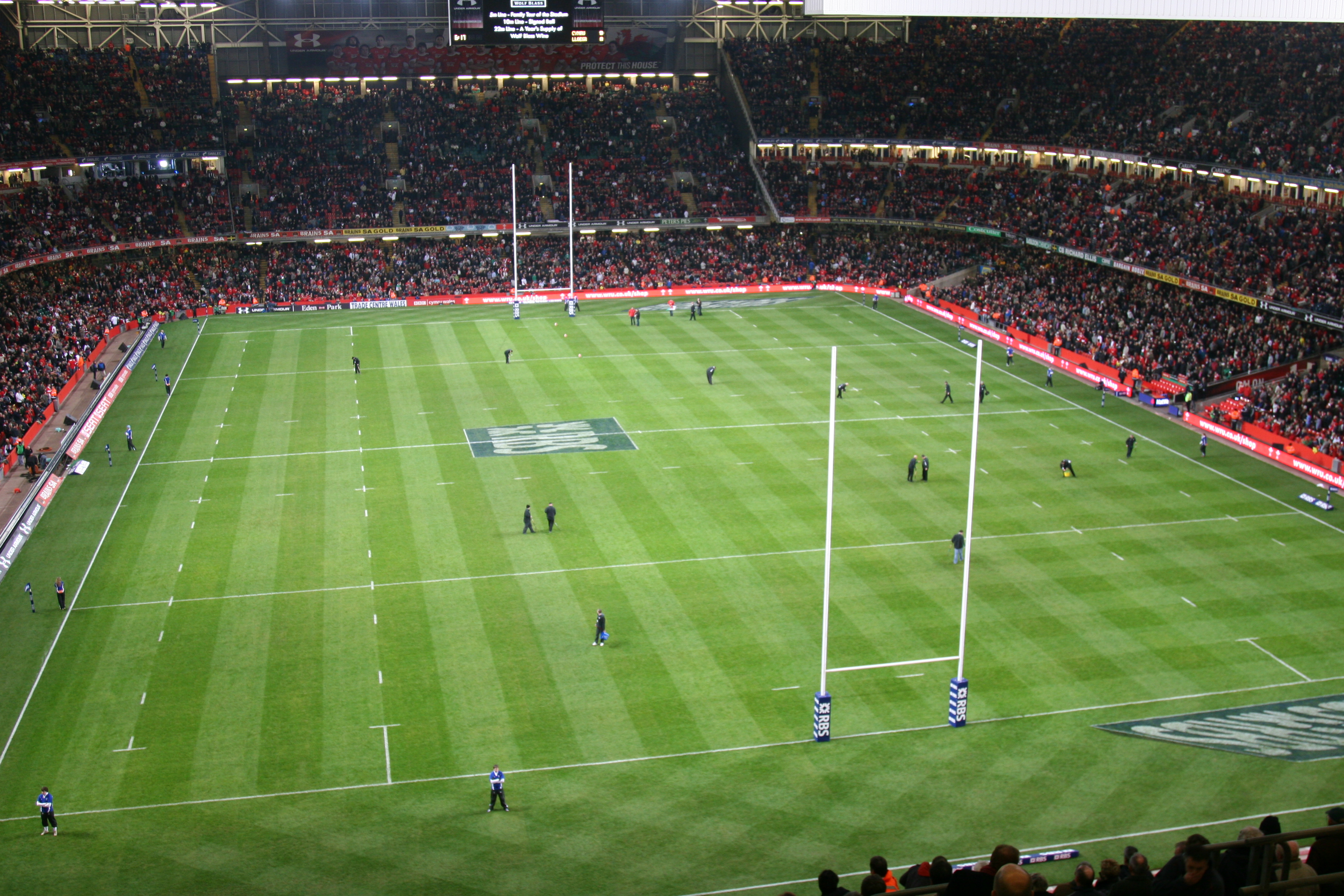
Le Millennium Stadium où se dispute la première journée de la Super League 2011.

Pour son premier match, les Dragons se déplacent au Millennium Stadium à Cardiff pour le Magic Week-end, évènement de la Super League où toutes les matchs d'une même journée se disputent dans un même stade le même wee-end. Ils affrontent les Harlequins le samedi 12 février. En raison d'une entame de match ratée, les Dragons encaissent au bout de cinq minutes de jeu deux essais de Luke Gale (0-10), perdent sur blessure leur centre Setaimata Sa et doivent courir après le score toute la rencontre. Malgré de bonnes séquences, les Dragons encaissent un drop de John Gale (0-11) avant de finalement percer la défense londonienne en fin de match par l'intermédiaire de Damien Blanch pour un score final de 4-11.
Dans la semaine qui suit, les Dragons se préparent pour leur première rencontre à domicile contre les Wakefield Trinity Wildcats, ils enregistrent l'arrivée de Daryl Millard du club de Wakefield, cependant il n'est pas qualifié pour ce premier match.

## Statistiques individuelles de la saison régulière et phases finales
Nota : les différentes sigles veulent dire : MJ=matchs joués, E=essai, T=transformations, D=Drop
|    | Joueur              | MJ | E  | T  | D | Poste            | Commentaires |
| -- | ------------------- | -- | -- | -- | - | ---------------- | --- |
| 1  | Clint Greenshields  | 18 | 11 | 0  | 0 | Arrière          | |
| 2  | Damien Blanch       | 26 | 17 | 0  | 0 | Ailier           | |
| 3  | Ben Farrar          | 13 | 3  | 0  | 0 | Centre           | |
| 4  | Setaimata Sa        | 22 | 7  | 0  | 0 | Centre           | |
| 5  | Cyril Stacul        | 14 | 6  | 0  | 0 | Ailier           | + 1 match en Élite 1 avec Saint-Estève XIII catalan                                                                                       |
| 6  | Thomas Bosc         | 4  | 1  | 3  | 0 | Demi d'ouverture | + 2 matchs en Élite 1 avec Saint-Estève XIII catalan                                                                                      |
| 7  | Scott Dureau        | 23 | 11 | 83 | 5 | Demi de mêlée    | |
| 8  | David Ferriol       | 22 | 2  | 0  | 0 | Pilier           | |
| 9  | Ian Henderson       | 27 | 4  | 0  | 0 | Talonneur        | |
| 10 | Rémi Casty          | 22 | 1  | 0  | 0 | Pilier           | |
| 11 | Steve Menzies       | 21 | 12 | 0  | 0 | Deuxième ligne   | |
| 12 | Sébastien Raguin    | 26 | 6  | 1  | 0 | Deuxième ligne   | |
| 13 | Grégory Mounis (c)  | 27 | 4  | 1  | 0 | Troisième ligne  | |
| 14 | Tony Gigot          | 7  | 0  | 1  | 0 | Demi d'ouverture | + 12 matchs en Championship avec Toulouse olympique XIII + 2 matchss en Élite 1 avec Saint-Estève XIII catalan                            |
| 15 | Jean-Philippe Baile | 21 | 8  | 0  | 0 | Centre           | + 2 matchs en Élite 1 avec Saint-Estève XIII catalan                                                                                      |
| 16 | William Barthau     | 0  | 0  | 0  | 0 | Demi de mêlée    | + 7 matchs en Élite 1 avec Saint-Estève XIII catalan                                                                                      |
| 17 | Cyrille Gossard     | 7  | 0  | 0  | 0 | Deuxième ligne   | + 1 match en Élite 1 avec Saint-Estève XIII catalan                                                                                       |
| 18 | Daryl Millard       | 20 | 6  | 0  | 0 | Centre           | |
| 19 | Frédéric Vaccari    | 17 | 11 | 0  | 0 | Ailier           | + 4 matchs en Élite 1 avec Saint-Estève XIII catalan                                                                                      |
| 20 | Mickaël Simon       | 18 | 1  | 0  | 0 | Pilier           | + 3 matchs en Élite 1 avec Saint-Estève XIII catalan                                                                                      |
| 21 | Sébastien Martins   | 8  | 0  | 0  | 0 | Pilier           | A fini la saison avec Toulouse Olympique XIII                                                                                             |
| 22 | Jamal Fakir         | 20 | 0  | 0  | 0 | Pilier           | |
| 23 | Lopini Paea         | 18 | 3  | 0  | 0 | Pilier           | |
| 24 | Jason Baitieri      | 25 | 5  | 0  | 0 | Troisième ligne  | |
| 25 | Vincent Duport      | 3  | 2  | 0  | 0 | Centre           | |
| 26 | Eloi Pelissier      | 22 | 1  | 0  | 0 | Talonneur        | Renfort de l'équipe réserve + 11 matchs en Élite 1 avec Saint-Estève XIII catalan                                                         |
| 27 | Mathias Pala        | 2  | 0  | 0  | 0 | Centre           | Renfort de l'équipe réserve + 16 matchs en Élite 1 avec Saint-Estève XIII catalan                                                         |
| 28 | Julien Touxagas     | 2  | 0  | 0  | 0 | Deuxième ligne   | Renfort de l'équipe réserve + 10 matchs en Élite 1 avec Saint-Estève XIII catalan                                                         |
| 29 | Rémy Marginet       | 2  | 0  | 9  | 0 | Demi d'ouverture | Renfort de l'équipe réserve + 20 matchs en Élite 1 avec Saint-Estève XIII catalan                                                         |
| 30 | Thibaut Ancely      | 2  | 0  | 0  | 0 | Deuxième ligne   | Renfort de l'équipe réserve + 6 matchs en Championship avec Toulouse olympique XIII + 13 matchs en Élite 1 avec Saint-Estève XIII catalan |

## Classement de la phase régulière
| Rang | Franchise           | J  | V  | N | D  | Pm   | Pe  | Diff | Pts |
| ---- | ------------------- | -- | -- | - | -- | ---- | --- | ---- | --- |
| 1    | Warrington Wolves   | 27 | 22 | 0 | 5  | 1072 | 401 | +671 | 44  |
| 2    | Wigan Warriors (T)  | 27 | 20 | 3 | 4  | 852  | 432 | +420 | 43  |
| 3    | St Helens RLFC      | 27 | 17 | 3 | 7  | 782  | 515 | +267 | 37  |
| 4    | Huddersfield Giants | 27 | 16 | 0 | 11 | 707  | 524 | +183 | 32  |
| 5    | Leeds Rhinos        | 27 | 15 | 1 | 11 | 757  | 603 | +154 | 31  |
| 6    | Dragons catalans    | 27 | 15 | 1 | 11 | 689  | 626 | +63  | 31  |
| 7    | Hull KR             | 27 | 14 | 0 | 13 | 713  | 692 | +21  | 28  |
| 8    | Hull FC             | 27 | 13 | 1 | 13 | 718  | 569 | +149 | 27  |
| 9    | Castleford Tigers   | 27 | 12 | 2 | 13 | 664  | 808 | -144 | 26  |
| 11   | Bradford Bulls      | 27 | 9  | 2 | 16 | 570  | 826 | -256 | 20  |
| 10   | Salford City Reds   | 27 | 10 | 0 | 17 | 542  | 809 | -267 | 20  |
| 12   | Harlequins RL       | 27 | 6  | 1 | 20 | 524  | 951 | -427 | 13  |
| 13   | Wakefield Wildcats  | 27 | 7  | 0 | 20 | 453  | 957 | -504 | 10  |
| 14   | Crusaders RL        | 27 | 6  | 0 | 21 | 527  | 857 | -330 | 8   |

|  | Qualifié pour les phases finales (no 1 à no 8). |
|  | T : tenant du titre ; Pts, points; J, matchs joués; V, victoires ; N, match nuls ; D, défaites ; PM, points marqués ; PE, points encaissés ; Diff, différence de points ; T, tenant du titre. |

Attribution des points : Deux points sont attribués pour une victoire, un point pour un match nul, aucun point en cas de défaite.

Les Crusaders et Wakefield sont sanctionnés d'un retrait de quatre points en début de saison en raison de redressements judiciaires.